# Brigitte Jilka
Brigitte Jilka (* 1. November 1956 in Lienz) ist eine österreichische Raumplanerin. Von 2009 bis 2021 war sie Stadtbaudirektorin von Wien.

## Leben
Jilka schloss ihr Studium der Raumplanung und Regionalwissenschaften an der Technischen Universität Wien 1982 ab und begann 1983 ihre Karriere bei der Gemeinde Wien, zunächst als Sachbearbeiterin, dann als Projektleiterin und schließlich als stellvertretende Leiterin der Abteilung für Stadtteilplanung und Flächennutzung. 1997 wurde sie – nach einem Jahr als Gleichbehandlungsbeauftragte der Gemeinde Wien – Leiterin der Abteilung für Stadtplanung und Stadtentwicklung. Ab 2004 war sie Geschäftsführerin der Wien Holding GmbH und von 2009 bis 2021 war sie – als erste Frau in dieser Funktion – Stadtbaudirektorin der Stadt Wien. Seit August 2021 ist sie im Ruhestand. Ihr Nachfolger als Stadtbaudirektor ist seit 1. August 2021 Bernhard Jarolim.
Jilka ist Vorsitzende des Aufsichtsrats der Wiener Messe Besitz GmbH. Von 2008 bis 2018 war sie Universitätsrätin an der Wirtschaftsuniversität Wien, von 2013 bis 2018 auch Vorsitzende.
Sie ist Mutter einer Tochter.

## Auszeichnungen
2018 wurde Brigitte Jilka mit dem Ehrenring der WU Wien für ihre Verdienste als Universitätsrätin ausgezeichnet.